# Арнсберг
Арнсберг (њем. Arnsberg) град је у њемачкој савезној држави Северна Рајна-Вестфалија. Једно је од 12 општинских средишта округа Хохзауерланд. Према процјени из 2010. у граду је живјело 75.288 становника. Посједује регионалну шифру (AGS) 5958004, NUTS (DEA57) и LOCODE (DE ARN) код.

## Географски и демографски подаци
Арнсберг се налази у савезној држави Северна Рајна-Вестфалија у округу Хохзауерланд. Град се налази на надморској висини од 200 метара. Површина општине износи 193,5 km². У самом граду је, према процјени из 2010. године, живјело 75.288 становника. Просјечна густина становништва износи 389 становника/km².

## Међународна сарадња
| Мјесто      | Држава               | Врста сарадње | Од    |
| ----------- | -------------------- | ------------- | ----- |
| Бексли      | Уједињено Краљевство | партнерство   | 1971. |
| Алба Јулија | Румунија             | партнерство   | 1974. |
| Олесно      | Пољска               | партнерство   | 1992. |
| Девентер    | Холандија            | партнерство   | 1956. |
| Извор       |                      |               |       |